# 瑪麗亞維爾 (緬因州)
瑪麗亞維爾（英語：Mariaville）是一個位於美國緬因州漢考克縣的市鎮。

## 人口
根據2020年美國人口普查的數據，瑪麗亞維爾的面積為121.29平方千米，當中陸地面積為100.21平方千米，而水域面積為21.08平方千米。當地共有人口472人，而人口密度為每平方千米4人。